# Jason Waterhouse
Pour les articles homonymes, voir Waterhouse.
Jason Waterhouse est un skipper australien né le 8 novembre 1991. Il a remporté avec Lisa Darmanin la médaille d'argent du Nacra 17 mixte aux Jeux olympiques d'été de 2016 à Rio de Janeiro.